# Bataille de Bohoma (2020)
Pour les articles homonymes, voir Bataille de Bohoma.
Insurrection de Boko Haram
Batailles
La bataille de Bohoma, aussi appelée bataille de Bouma ou bataille de Boma, a lieu le 23 mars 2020 pendant l'insurrection de Boko Haram.

## Déroulement
Le 23 mars 2020, à 5 heures du matin, le camp militaire de Bohoma, situé sur une des îles du lac Tchad, est attaqué par les djihadistes. Les soldats venaient d'être affectés à la région et la taille de la garnison avait été diminuée. L'assaut est mené sur quatre côtés à bord de barques motorisées. L'attaque est menée par environ 400 combattants djihadistes. Des troupes tchadiennes sont envoyées en renfort depuis la localité voisine de Kaïga Kindjiria, mais elles s'embourbent en route et sont elles-mêmes attaquées,,. Après sept heures de combats la base est envahie. Les djihadistes se replient ensuite, emportant avec eux, butin, armes et munitions.

## Revendication
Boko Haram s'étant divisée en deux factions, un flou demeure sur laquelle des deux est à l'origine de l'attaque,. Selon le site tchadien Alwihda Info, l'attaque est revendiquée par la faction d'Abubakar Shekau qui diffuse une vidéo des combats via son agence Altabayn,. Cependant, les images diffusées portent le logo de l'État islamique en Afrique de l'Ouest, une faction d'ailleurs considérée comme bien plus puissante que celle de Shekau. De plus, la zone d'action de Shekau se situe plutôt dans la forêt de Sambisa, tandis que l'État islamique en Afrique de l'Ouest est connu pour être actif dans le lac Tchad. Cependant la zone d'action de Boko Haram s'est étendue jusqu'au lac Tchad vers fin 2019 avec la formation d'une cellule appelée « le groupe de Bakura », constitué de Tchadiens de l'ethnie buduma et de combattants de l'État islamique en Afrique de l'Ouest ayant fait défection, qui prête officiellement allégeance à Abubakar Shekau en octobre 2019. Ce groupe était dirigé par Ibrahim Bakoura, tué lors d'une opération de l'armée nigérienne entre le 10 et le 16 mars. Selon une source militaire tchadienne du Monde, l'attaque pourrait aussi avoir été coordonnée entre les deux groupes.

## Pertes
Le président Idriss Déby se rend le lendemain sur les lieux de l'attaque et annonce un bilan de 92 morts et 47 blessés du côté de l'armée,. Le 25 mars, le bilan est revu à la hausse et passe à 98 morts et 47 blessés selon l'armée tchadienne, qui indique également que les pertes « côté ennemi » n'ont pu être déterminées,,.
Un officier supérieur déclare anonymement à l'AFP que 24 véhicules de l'armée ont été détruits, dont des blindés, et que du matériel militaire a été emporté par les djihadistes sur cinq bateaux à moteur hors-bord.
Trois jours de deuil national sont décrétés au Tchad. Il s'agit des plus lourdes pertes de l'armée tchadienne dans un combat contre les djihadistes,,. Le président Idriss Déby déclare : « J'ai assisté à beaucoup d’opérations, mais perdre d’un seul coup autant d’hommes, c’est la première fois dans notre Histoire. Je suis écœuré. Nous allons revoir tout notre dispositif pour éviter ce que Bouma a connu ». Il ajoute : « Je refuse cette défaite et la réplique doit être foudroyante », avant de lancer le 31 mars une contre-attaque sur les bords du lac Tchad, l'opération Colère de Bohoma.